# أردكان

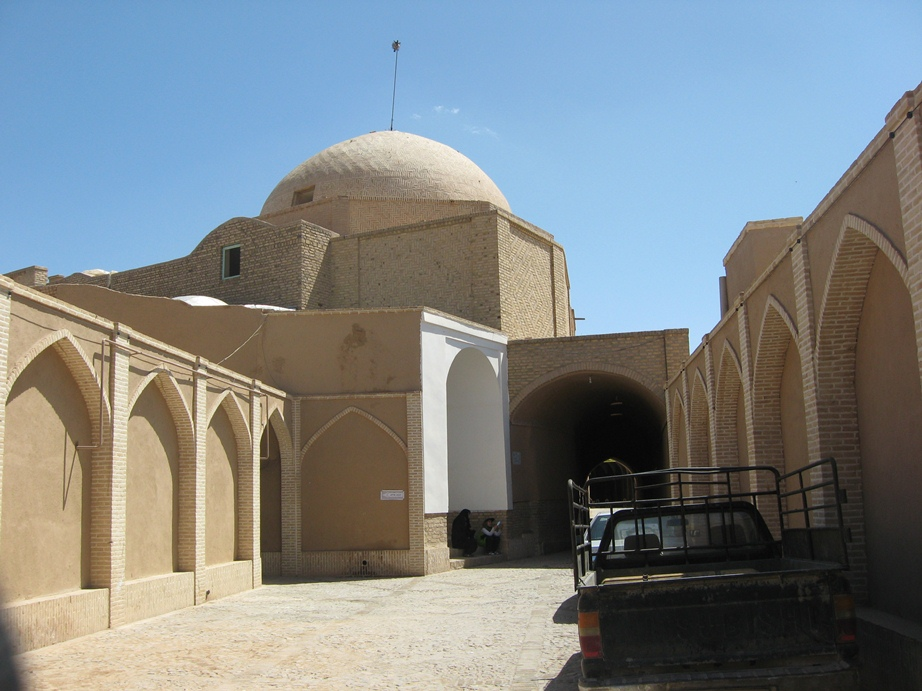
المنطقة التاريخية في أردكان

أردكان هي مدينة إيرانية تقع في محافظة يزد.
يبلغ عدد سكانها 51,349 حسب احصاء عام 2006 م.

## أعلام
- رضا الداوري الأردكاني